# Archidendron muellerianum
Archidendron muellerianum es una especie de árbol perteneciente a la familia de las fabáceas. Es originaria de Australia.

## Descripción
Es un árbol que alcanza un tamaño de 20 m de altura, con el tronco gris, a veces más o menos reforzado. Las hojas con un par de pinnas; con 2 a 5 folíolos por pinnas, se alternan con par de terminales a veces opuestos, son elípticos a obovados, de 4 a 13 cm de largo, y de 2 a 5 cm de ancho, ápice redondeado u obtuso glabro, base mayormente simétrica, ambas superficies. Las inflorescencias con 6 a 10 flores, de 4 a 6 cm de diámetro. Cáliz de 4 a 6 mm de longitud. Corola de 6,5 mm de longitud. Estambres 15 a 20 mm de longitud, de color verde blanquecino. Legumbres linear-oblongas, de 40 a 80 mm de longitud, 8 a 10 mm de anchura, arrugadas y retorcidas, de color rojo o marrón rojizo en el interior exterior, naranja intenso; semillas de 6 mm de largo.

## Distribución y hábitat
Crece principalmente en la selva subtropical y del litoral, al norte del distrito de Alstonville en Nueva Gales del Sur.

## Taxonomía
Archidendron muellerianum fue descrita por (Maiden & R.T.Baker) I.C.Nielsen y publicado en Nordic Journal of Botany 2: 485. 1982.
Sinonimia
- Abarema muelleriana (Maiden & R.T.Baker) Kosterm.
- Pithecellobium muellerianum (Maiden & R.T.Baker) Maiden & Betche
- Albizia muelleriana Maiden & R.T.Baker[3][4]